# Иоганна София Баварская
Иога́нна (Иоа́нна) Софи́я Бава́рская (1373, Мюнхен — 28 июля 1410, Вена) — младшая дочь Альбрехта, графа Голландии, и его супруги Маргариты Бжегской.

## Биография
13 июня 1395 года в Вене Иоганна София вышла замуж за Альбрехта IV, герцога Австрийского. Брак между ними положил конец вражде между отцом Иоганны Софии и отцом Альбрехта, Альбрехтом III. Отец Иоганны Софии согласился выплатить 10 тысяч пфеннигов и подарил Альбрехту III крепость Наттернберг и город Деггендорфе.
Альбрехт часто ссорился с членами семьи Иоганны Софии: с зятем, королём Германии Вацлавом IV, и его единокровным братом Сигизмундом, императором Священной Римской империи. Это закончилось только со смертью Альбрехта в 1404 году.
Иоганна София устроила браки для своих детей. Она вступила в переговоры с герцогом Баварии Фридрихом о браке между своей дочерью Маргаритой и его сыном Генрихом XVI. Генрих и Маргарита поженились через два года после смерти Иоганны Софии. Её сын Альбрехт женился на Елизавете Люксембургской, единственном ребёнке императора Сигизмунда.
Иоганна София умерла в возрасте тридцати шести или тридцати семи лет в Вене.

## Дети
У Иоганны Софии было двое детей, сын и дочь. Они оба достигли взрослого возраста.
- Маргарита (26 июня 1395 — 24 декабря 1447), замужем (с 1412) за Генрихом XVI, герцогом Баварии-Ландсхут
- Альбрехт V (16 августа 1397 — 27 октября 1439), герцог Австрии, король Венгрии, Чехии и Германии